# Дев'ять скель
Дев'ять скель — найвища вершина Ждя́рських гір та друга за висотою вершина Чесько-Моравської височини після Явориці ((чеськ. Javorice). Висота — 836,1 метр над рівнем моря. Вершина гори всіяна скелями, звідки походить і назва гори. В 1976 році територія оголошена пам'яткою природи. Предметом охорони є гнейсові скельні блоки, а також наявна флора та фауна.

## Скельний комплекс
Скельний комплекс, який часто називають скельним лабіринтом, складається з трьох довгих хребтів з дев'ятьма вежами:

- Основний блок — на його вершині розташований оглядовий майданчик, обладнаний перилами. Відкривається вид на північ у бік Свратки, кордону між Богемією та Моравією . На схід від вершини тягнеться головний хребет з вежами Королівського замку, Ждярською та Залудною вежами.
- Хитра вежа (12 м)
- Ждярська вежа
- Королівський замок (середня, найдовша частина головного хребта Дев'яти скель)
- Подвійна вежа
- Піраміда
- Мала вежа
- Крута і Пізанська вежі.

Кржижанецький хребет — це суцільне хребтоподібне утворення навпроти головного хребта Дев'яти скель, довжиною близько 60 метрів. Вища частина з вертикальною долинною стіною називається Престолом, подвійна вежа на краю називається Закоханими . Висота стін від 4 до 16 метрів.

Ґрадек — самотня скеля, приблизно на 50 метрів нижче нижнього кінця Кржижанецького хребта.

## Охоронна діяльність

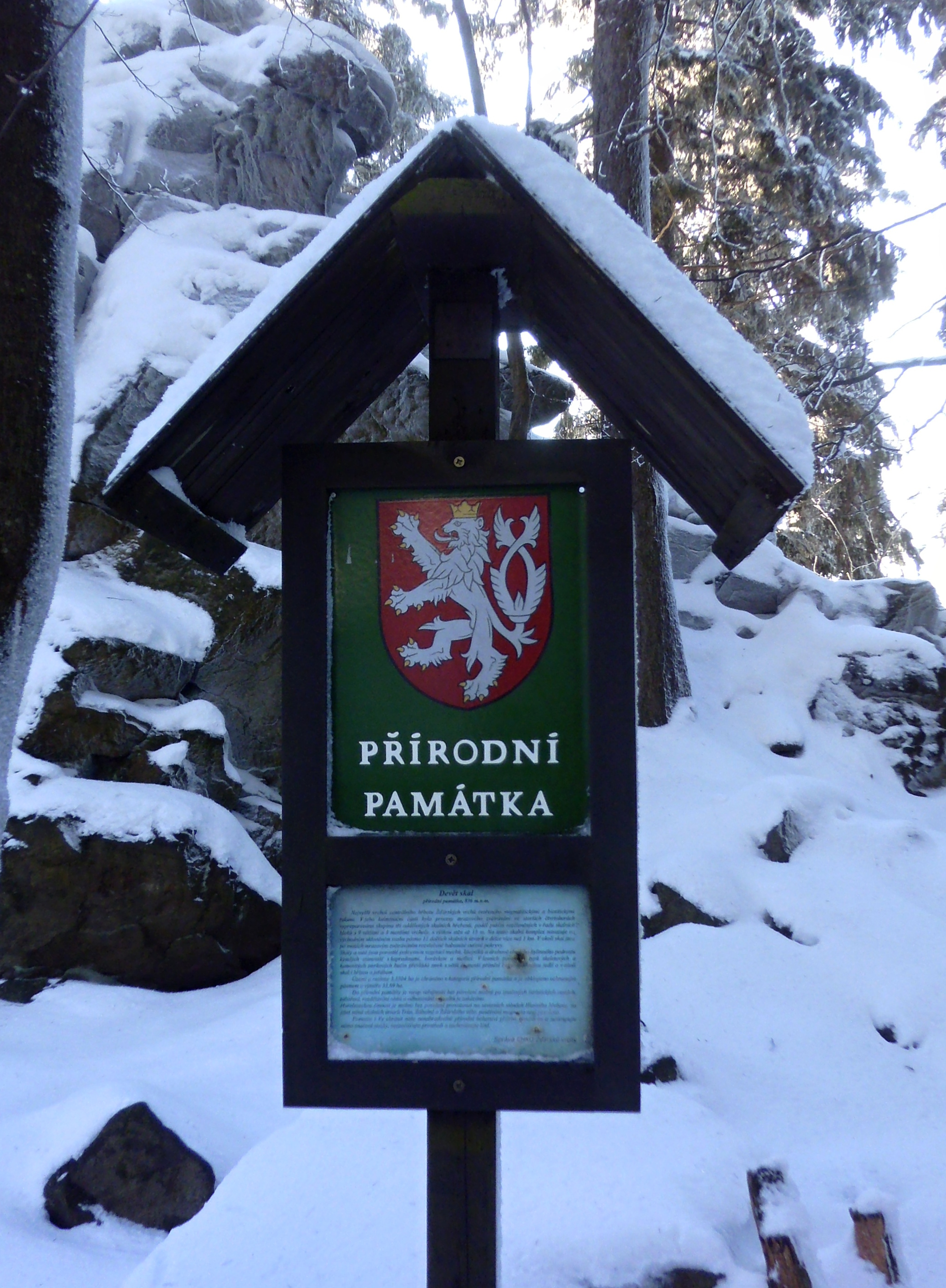
Стенд природоохоронної пам'ятки Дев'ять скель

Дев'ять скель є пам'яткою природи номер 707, якою опікується адміністрація регіонального ландшафтного парку Ждярські гори. Скельний лабіринт з вежами, висота стін яких коливається від 5 до 19 метрів, є популярним місцем для скелелазіння. З природоохоронних міркувань сходження дозволено лише на північних схилах головного хребта та на південній стороні Труна . Всього в цьому населеному пункті промарковано 110 альпіністських маршрутів.

## Галерея

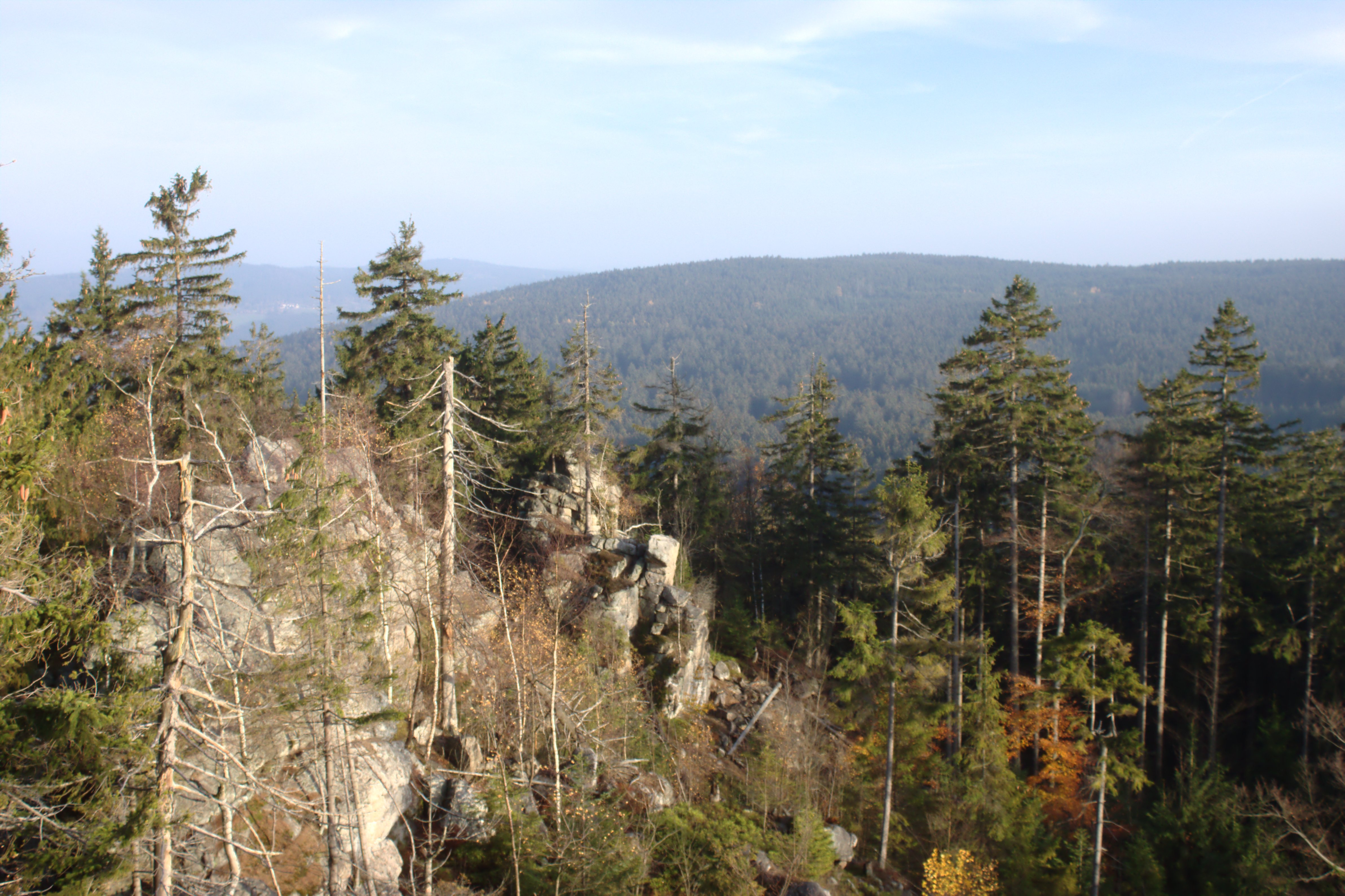
Дев'ять скель
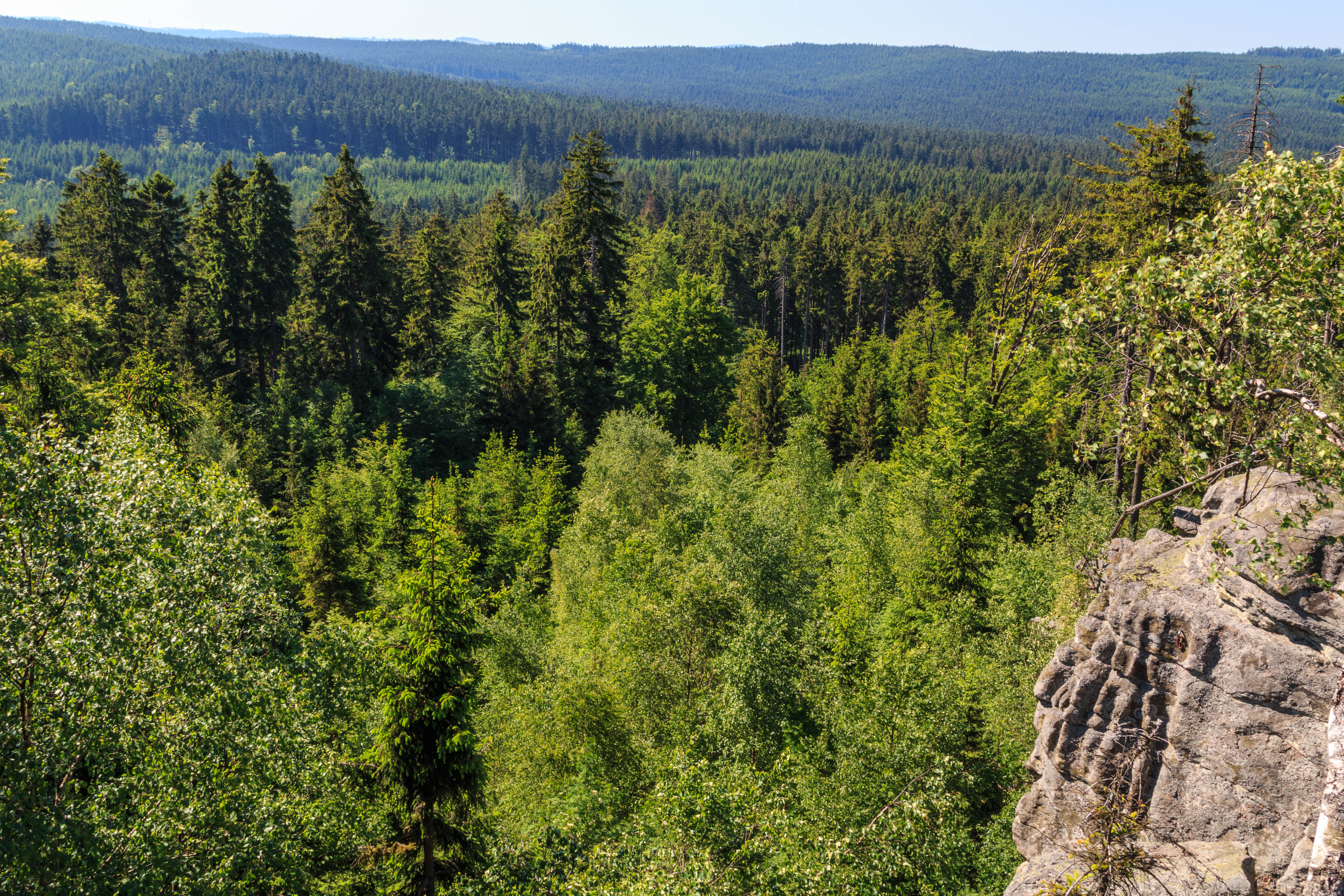
Вигляд з вершини Дев'яти скель